# De Scythie à Camelot
 (signalé en juin 2025).
Si vous disposez d'ouvrages ou d'articles de référence ou si vous connaissez des sites web de qualité traitant du thème abordé ici, merci de compléter l'article en donnant les références utiles à sa vérifiabilité et en les liant à la section « Notes et références ».
- Archive Wikiwix
- Bing
- Cairn
- DuckDuckGo
- E. Universalis
- Gallica
- Google
- G. Books
- G. News
- G. Scholar
- Persée
- Qwant
- (zh) Baidu
- (ru) Yandex
- (wd) trouver des œuvres sur Wikidata

De Scythie à Camelot est une étude écrite par Linda Ann Malcor et Covington Scott Littleton.
Il octroie le statut d'officier romain à Arthur, et l'assimile à Lucius Artorius Castus, qui lui a réellement existé. Il aurait commandé un détachement d'auxiliaires sarmates en Grande-Bretagne durant le IIe siècle.
C'est de cette œuvre que s'est inspiré Antoine Fuqua pour son film Le Roi Arthur sorti 2004.